# Kedrostis bennettii
Kedrostis bennettii là một loài thực vật có hoa trong họ Cucurbitaceae. Loài này được (Miq.) W.J. de Wilde & Duyfjes mô tả khoa học đầu tiên năm 2004.